# Pere Navarro Morera
Pere Navarro Morera (Tarrasa, 23 de diciembre de 1959) es un político español. Alcalde de Tarrasa entre 2002 y 2012, es militante del Partido de los Socialistas de Cataluña, formación en la que desempeñó el cargo de primer secretario entre 2011 y 2014. En la actualidad ejerce como presidente del Comité Ejecutivo del Consorcio de la Zona Franca de Barcelona.

## Biografía
Es licenciado en Biología por la Universidad Autónoma de Barcelona (UAB) y está casado y tiene dos hijas. Comenzó su militancia en el PSC-Congrés en 1977. Fue uno de los fundadores de la Juventud Socialista de Cataluña en Terrassa y en 1982 integró las listas del PSC a las elecciones generales. En 1983 fue el responsable de la campaña del PSC en las elecciones municipales en Tarrasa.
En 1987 fue elegido concejal en el ayuntamiento de Terrassa, pasando a ocupar el puesto de adjunto de la concejalía de Urbanismo. Cuatro años más tarde fue nombrado presidente del Distrito 5. En 1994 fue elegido primer secretario del PSC de Tarrasa y al año siguiente ocupó la concejalía de Participación Ciudadana y Juventud. Más adelante, en 1998 ocupó otra concejalía, la de Cultura. En 1999 fue nombrado cuarto teniente de alcalde, puesto que simultaneó con las concejalías de Cultura y de Solidaridad y Cooperación Internacional, y continuó con dichas responsabilidades hasta 2002, momento en el que sustituyó al entonces alcalde Manuel Royes.
En las elecciones municipales de 2003 fue cabeza de lista del PSC en Tarrasa y consiguió 13 de los 27 concejales del consistorio. Fue investido como alcalde gracias a un pacto con ICV-EUiA y ERC, resultado que repitió en 2007. En las elecciones municipales de 2011, aunque perdió dos concejales, revalidó la alcaldía tras pactar con ICV-EUiA.
En 2012 fue nombrado por la fundación británica City Mayors como uno de los 98 mejores alcaldes del mundo, junto con el alcalde de Bilbao Iñaki Azkuna, siendo los dos únicos alcaldes españoles. Como credenciales por la nominación había acciones como su liderazgo para el primer pacto municipal anticrisis de España (2009), el impulso del parque Científico-Tecnológico Orbital 40 (2010), la firma del pacto local por la cultura (2011) y la creación de la primera oficina de mediación hipotecaria para evitar desahucios (2012).
El 2011, tras los resultados de su partido en las elecciones generales, se presentó como candidato para dirigir el PSC. El 17 de diciembre de 2011, en el 12º congreso del partido, fue elegido primer secretario del PSC con el 73,06 % de los votos.
El 30 de septiembre de 2012 es elegido como candidato a la Generalidad de Cataluña por el Partido de los Socialistas de Cataluña a las Elecciones al Parlamento de Cataluña. En dichas elecciones obtuvo el 14,6 % de los votos y 20 escaños, siendo segunda fuerza en votos pero tercera en número de escaños. El 30 de noviembre de 2012 renunció a la alcaldía de Tarrasa para centrarse en su labor dentro del PSC desde el Parlamento de Cataluña.
En el ámbito privado, su experiencia profesional se ha centrado en una materia que siempre le ha apasionado, la dirección estratégica de planificación territorial y el desarrollo urbano, un ámbito el interés del cual combina con su sensibilidad en materia social y su preocupación por la sostenibilidad y el respeto por el medio ambiente.
En julio de 2018 es elegido como nuevo delegado especial del Estado en el Consorcio de la Zona Franca de Barcelona (CZFB) por el gobierno de Pedro Sánchez y es nombrado presidente del Comité Ejecutivo.
En el Consorci de la Zona Franca de Barcelona ha establecido un nuevo planteamiento estratégico de la entidad basado en la innovación, la sostenibilidad, y las oportunidades económicas y sociales. En este sentido, también ha apostado por la transformación y la digitalización de la industria a través del DFactory Barcelona, el mayor ecosistema de industria 4.0 del país y un referente internacional que actualmente cuenta con proyectos de 35 empresas dedicadas a la robótica, impresión 3D, Inteligencia Artificial, IoT, sensórica, blockchain, realidad virtual, fotónica, nanotecnología y manufactura avanzada.
También ha impulsado el 3D Incubator, la primera incubadora europea de alta tecnología en impresión 3D (marzo 2019) y el Logistics 4.0 Incubator (julio 2023), que cuentan con el apoyo de la Fundación Incyde de las Cámaras de Comercio de España y los Fondos Europeos FEDER.
También ha fomentado la implantación de los ODS de la Agenda 2030 de las Naciones Unidas en el ámbito industrial y la conexión de la nueva economía con la creación, en plena pandemia, de la Barcelona New Economy Week (BNEW), que celebró su primera edición en octubre de 2020.

## Dimisión de Pere Navarro como secretario general del PSC en 2014
Tras las Elecciones al Parlamento Europeo de 2014 presentó su dimisión como primer secretario del partido. Tras su dimisión, fue designado secretario primero del Parlamento de Cataluña.7 En el Parlament de Catalunya, fue presidente del grupo socialista y secretario primero de la mesa, así como impulsor de las actividades del consejo asesor del Parlament sobre Ciencia y Tecnología (CAPCIT).
Entre 2014 y 2016 fue miembro de la Comisión Ejecutiva Federal del PSOE (2014-2016). En el PSOE, impulsó el acuerdo federalista de reforma de la Constitución denominado Acuerdo de Granada (julio 2013).

## Cargos desempeñados
- Concejal del Ayuntamiento de Tarrasa (Desde 1987).
- Primer Secretario del PSC de Tarrasa (1994-2012)
- Primer Secretario de la Federación del Vallés Occidental del PSC (2012)
- Concejal de Participación Ciudadana de Tarrasa (1995-1998)
- Concejal de Cultura de Tarrasa (1998-2002)
- Cuarto teniente de alcalde de Tarrasa (1999-2002).
- Alcalde de Tarrasa (2002-2012).
- Diputado en la Diputación Provincial de Barcelona (2003-2013).
- Primer Secretario del PSC (2011-2014).
- Diputado por Barcelona en el Parlamento de Cataluña (2012-2015)
- Presidente del Grupo Socialista en el Parlamento de Cataluña (2012-2014).
- Secretario primero del Parlamento de Cataluña (2014-2015).
- Delegado especial del Estado en el Consorci de la Zona Franca de Barcelona (2018-actualmente).